# Chrysonoma fascialis
Chrysonoma fascialis là một loài bướm đêm thuộc họ Oecophoridae. Nó được tìm thấy ở Úc và Papua New Guinea.
Sải cánh dài khoảng 20 mm. Con trưởng thành có cánh trước màu vàng, mỗi cánh có ba dải nâu đậm. Cánh sau màu nâu.
Ấu trùng ăn là các loài Eucalyptus and Lophostemon. 